# Ден Райс
Ден Райс (англ. Dan Rice; справжнє ім'я Даніель Мак-Ларен (англ. Daniel McLaren), 23 січня 1823, Нью-Йорк — 22 листопада 1900, Нью-Джерсі) — американський артист цирку, який виступав у різних напрямках, але здебільшого відомий як клоун. Мав широку популярність до громадянської війни в США. Вважався одним з головних діячів американської масової культури XIX століття.
Кандидат у президенти США на виборах 1868 року.

## Життєпис
У дитинстві працював жокеєм, у 17 років став артистом цирку, спочатку виступаючи з дресированими ним же свинями. Згодом продовжив виступи з навченими тваринами, виступав як цирковий силач, співак і танцюрист. Найбільшу популярність здобув за свої комічні номери, які часом виглядали як політичні сатири на злобу дня, а також за свої акробатичні трюки, які він здійснював, перебуваючи на спині коня, що рухався. Активно гастролював по всій території США зі своїми номерами; пік його популярності припав на роки перед Громадянською війною і відразу після неї, коли він заробляв понад 1000 доларів на тиждень. Його головною візитною карткою була довга борода незвичайної форми, яку називали «бородою Дядька Сема».
Президент Закарі Тейлор зробив його почесним полковником; 1868 року Райс сам був кандидатом у президенти США від Республіканської партії, але програв на виборах.

### Останні роки життя
1885 року Райс, вже тоді страждаючи алкоголізмом, закінчив свої виступи. Його забули ще за життя, причому настільки, що інтерес до його творчості виник знову лише на початку XXI століття. Дослідник життя Дена Райса Девід Карліон у своїй книзі назвав його «найвідомішою людиною, про яку ви ніколи не чули».